# Centro Médico de Texas

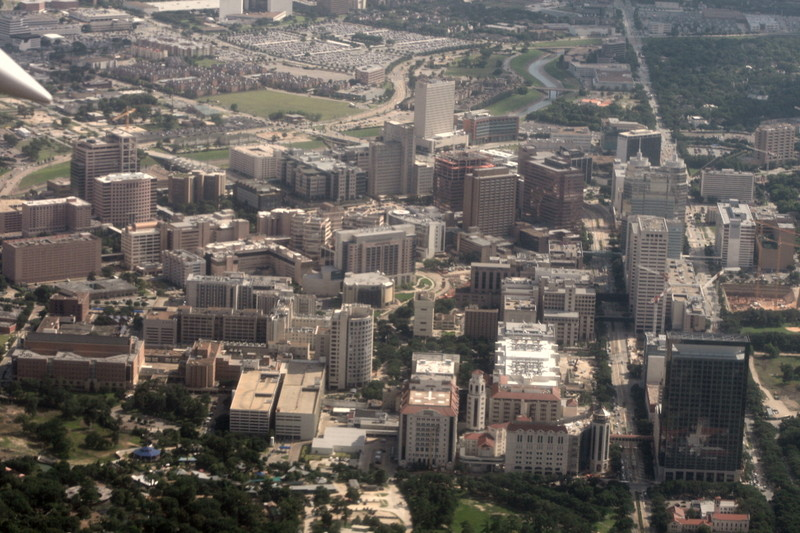
Texas Medical Center (Centro Médico de Texas).

Texas Medical Center (en español: Centro Médico de Texas) es el centro médico más grande del mundo con una de las mayores densidades de instalaciones clínicas para la atención al paciente, la ciencia básica y la investigación traslacional, ubicada en la ciudad de Houston, el centro con 47 instituciones relacionadas con la medicina, incluyendo 13 hospitales y dos instituciones especializadas, dos escuelas de medicina, cuatro escuelas de enfermería y escuelas de odontología, salud pública, farmacia, salud y otros  relacionados con las prácticas. El Centro Médico de Texas recibe más de cinco millones de visitas de pacientes anuales, incluidos más de diez mil pacientes internacionales. En 2006, el centro empleaba a más de 75.000 personas, entre ellos 4.000 médicos y 11.000 enfermeros registrados. La "Red Line" de METRORail sirve el Texas Medical Center. La Biblioteca Pública del Condado de Harris gestiona la Biblioteca TMC.

## Instituto del Corazón de Texas
El Instituto del Corazón de Texas (en inglés: Texas Heart Institute) es un centro médico sin ánimo de lucro, dedicado a la cardiología y a la cirugía cardíaca, el instituto se encuentra en el centro médico de Texas, en Houston.

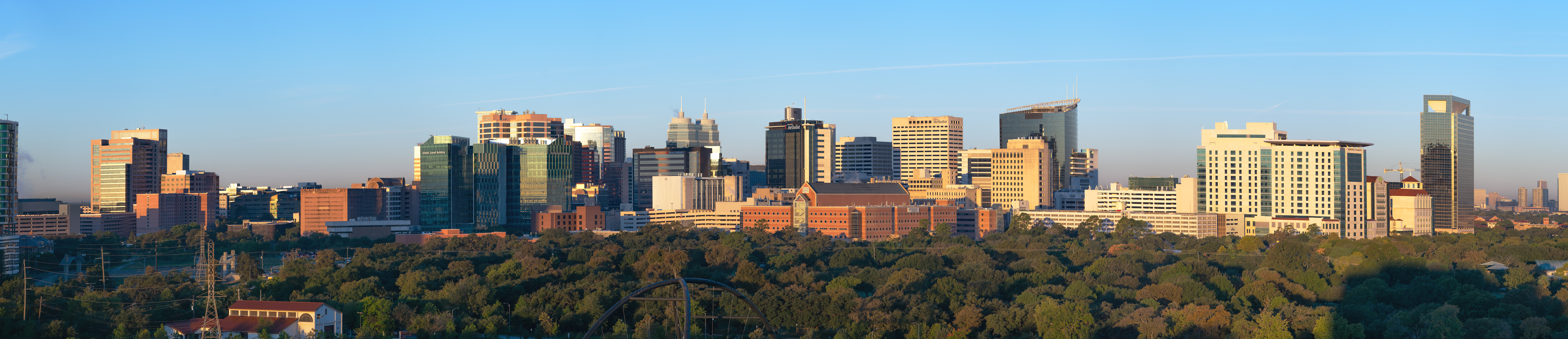
Panorama del Centro Médico de Texas